# Мальгерсдорф
Мальгерсдорф (нім. Malgersdorf) — громада в Німеччині, розташована в землі Баварія. Підпорядковується адміністративному округу Нижня Баварія. Входить до складу району Ротталь-Інн. Складова частина об'єднання громад Фалькенберг.
Площа — 11,52 км2. Населення становить 1248 ос. (станом на 31 грудня 2020).

## Галерея

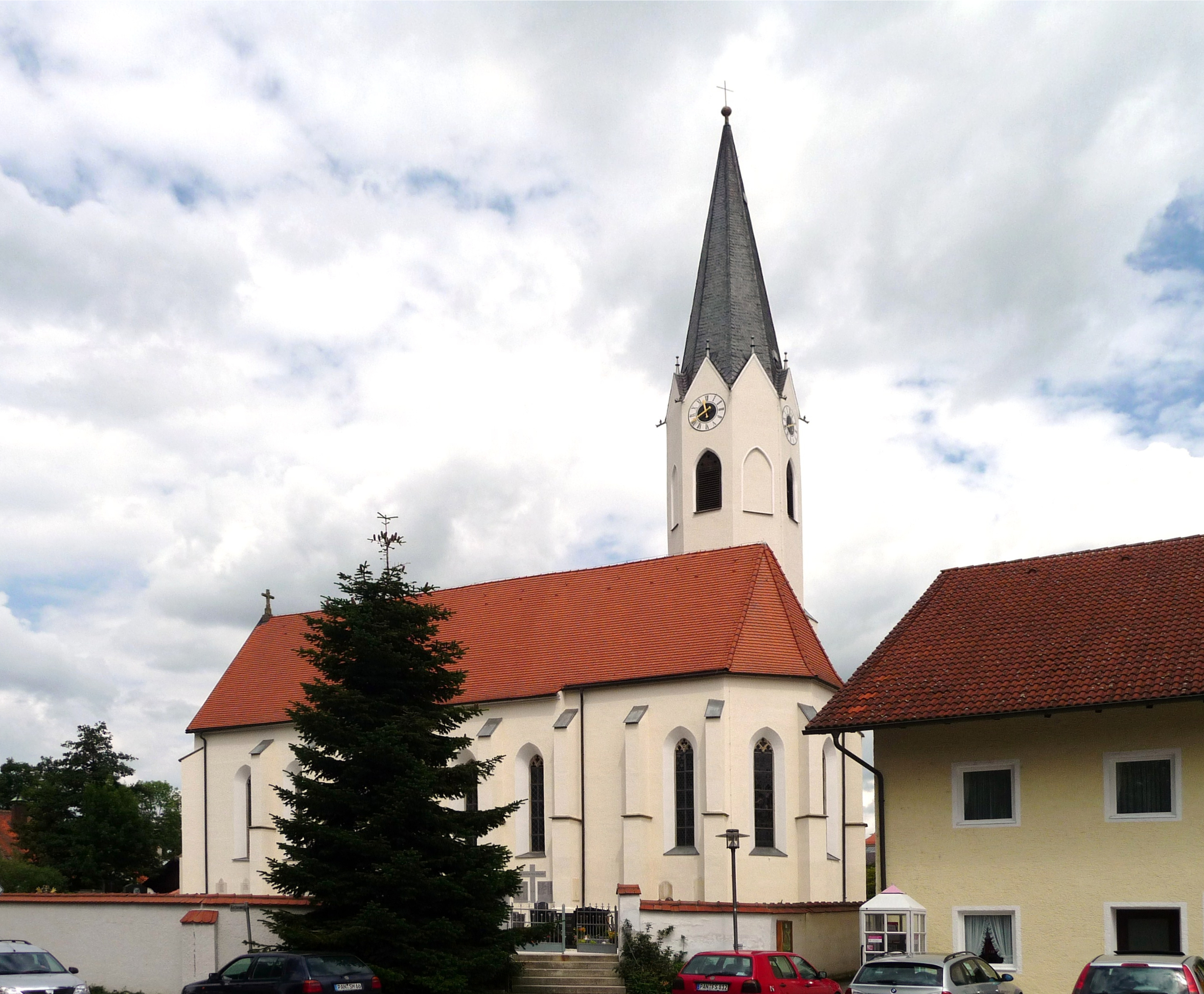